# Гостиный двор (Оренбург)
Гостиный двор — один из традиционных для российской провинции гостиных дворов в стиле классицизма, построен на главной улице города Оренбурга в XIX веке.

## История
Гостиный двор был одним из первых капитально строившихся сооружений. Главным архитектором и строителем был Иоганн Вернер Мюллер. Построен гостиный двор для реализации второй главнейшей задачи основания Оренбурга — развития торговли с народами Азии. Особенностью его были глухие стены в сторону улицы — все 150 лавок выходили во двор. Для удобства посетителей с четырёх сторон были устроены ворота.

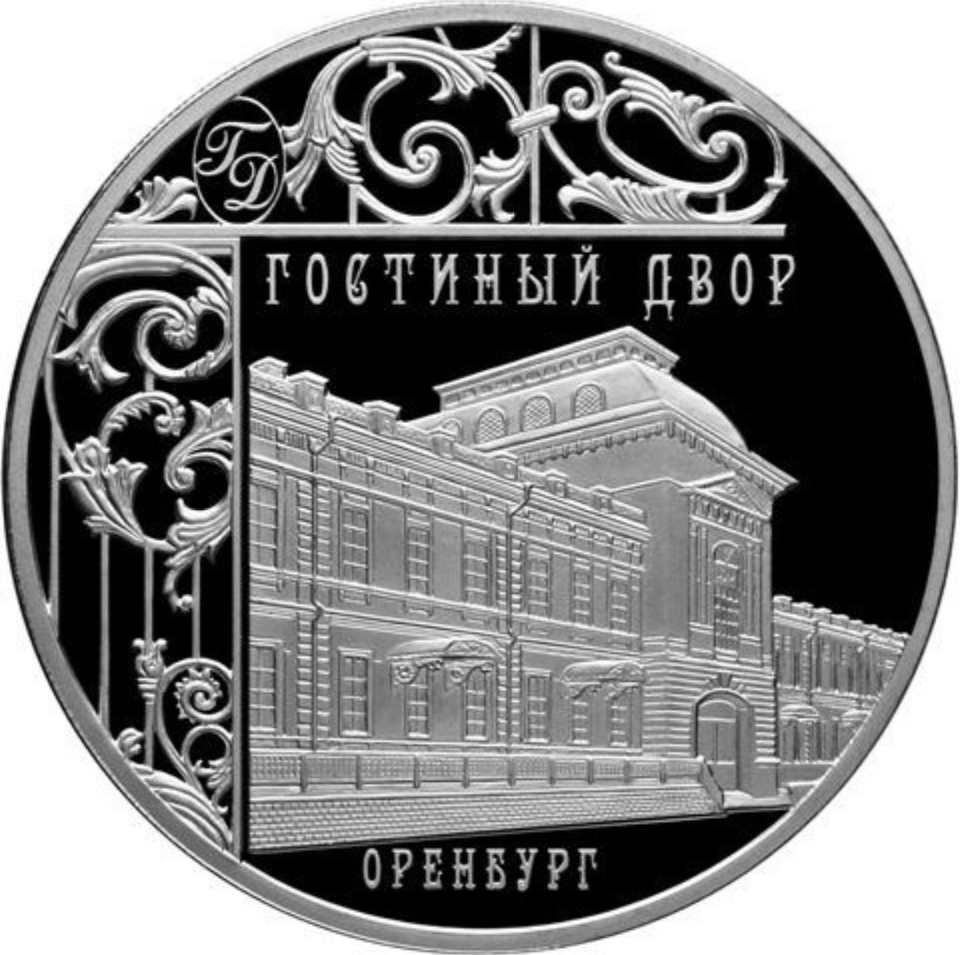
Монета Банка России

В 2014 году Банком России в серии «Памятники архитектуры России» была выпущена серебряная монета номиналом 3 рубля, посвященная оренбургскому Гостиному двору